# Кочеригин, Сергей Александрович
Сергей Александрович Кочеригин (1893—1958) — советский авиаконструктор.

## Биография
В 1912 году поступил в Петербургский технологический институт. 
В 1917 году, окончив Теоретические курсы авиации при Петроградском политехническом институте, в 1918 году становится военным лётчиком. 
Работал в конструкторском бюро Морского ведомства при Петроградском политехническом институте, затем инструктором в Школе морской авиации. 
После Гражданской войны продолжил образование в Военно-воздушной академии им. Н. Е. Жуковского.
С 1926 года работал в коллективе Н. Н. Поликарпова, после ареста которого в 1929 году руководил его КБ, затем перешёл в КБ при заводе им. Менжинского. 
В 1933 году возглавил бригаду конструкторов в ЦКБ. Среди его разработок — двухместный истребитель ДИ-6 (совместно с В. П. Яценко), самолёты-разведчики СР, Р-9, штурмовик БШ-1, пикирующий бомбардировщик ОПБ-5.
С 1942 года работал главным редактором научно-технического издательства Бюро новой техники Наркомата авиационной промышленности.
Награды
Орден Красной Звезды (21.02.1933)